# Conceveiba tristigmata
Conceveiba tristigmata är en törelväxtart som beskrevs av J.Murillo. Conceveiba tristigmata ingår i släktet Conceveiba och familjen törelväxter. Inga underarter finns listade i Catalogue of Life.